# John Hannah
John Hannah (East Kilbride, 23 de abril de 1962) é um ator de cinema britânico nascido na Escócia.
Hannah nasceu em East Kilbride em South Lanarkshire, e tem duas irmãs mais velhas. Sua mãe, Susan, era faxineira na Marks & Spencer, e seu pai, John, um ferramenteiro.
Interpretou Lêntulo Batiato na série americana de televisão Spartacus: Blood and Sand.

## Filmografia
| Ano  | Título                                | Personagem           | Notas             |
| ---- | ------------------------------------- | -------------------- | ----------------- |
| 1987 | Brond                                 | Robert               | TV series, 3-part |
| 1990 | Harbour Beat                          | Neal McBride         |                   |
| 1994 | Milner                                | Windscreen washer    | TV film           |
| 1994 | Four Weddings and a Funeral           | Matthew              |                   |
| 1994 | Faith                                 | Nick Simon           | TV film           |
| 1994 | Pauline Calf's Wedding Video          | Mark                 | TV film           |
| 1995 | Madagascar Skin                       | Harry                |                   |
| 1996 | Circles of Deceit: Kalon              | Jason Sturden        | TV film           |
| 1996 | Truth or Dare                         | Nick                 | TV film           |
| 1996 | The Innocent Sleep                    | James                |                   |
| 1996 | The Final Cut                         | Gilmore              |                   |
| 1997 | The James Gang                        | Spendlove James      |                   |
| 1997 | The Love Bug                          | Simon Moore III      | TV film           |
| 1997 | Romance and Rejection                 | Tony                 |                   |
| 1998 | Sliding Doors                         | James Hammerton      |                   |
| 1998 | Resurrection Man                      | Darkie Larche        |                   |
| 1999 | The Mummy                             | Jonathan Carnahan    |                   |
| 1999 | The Hurricane                         | Terry Swinton        |                   |
| 1999 | The Intruder                          | Charlie              |                   |
| 2000 | Circus                                | Leo                  |                   |
| 2000 | Pandaemonium                          | William Wordsworth   |                   |
| 2001 | The Mummy Returns                     | Jonathan Carnahan    |                   |
| 2002 | Camouflage                            | Man invited          | Short film        |
| 2002 | Before You Go                         | Mike Pennington      |                   |
| 2002 | I'm with Lucy                         | Doug                 |                   |
| 2003 | Dr. Jekyll and Mr. Hyde               | Dr. Jekyll/Mr. Hyde  |                   |
| 2003 | I Accuse                              | Dr. Richard Darian   |                   |
| 2004 | Male Mail                             | Alan                 | Short film        |
| 2004 | Amnesia                               | D.S. Mackenzie Stone | Two episodes      |
| 2005 | Cold Blood                            | Jake Osbourne        | Series one        |
| 2007 | Cold Blood 2                          | Jake Osbourne        | Series two        |
| 2007 | Ghost Son                             | Mark                 |                   |
| 2007 | The Last Legion                       | Nestor               |                   |
| 2008 | The Mummy: Tomb of the Dragon Emperor | Jonathan Carnahan    |                   |
| 2008 | Zip 'n Zoo                            | Tom                  | Short film        |
| 2012 | The Words                             | Richard Ford         |                   |
| 2013 | The Wee Man                           | Tam McGraw           |                   |
| 2013 | The Christmas Candle                  | William Barstow      |                   |
| 2014 | Shooting for Socrates                 | Billy Bingham        |                   |
| 2014 | Ping Pong Summer                      | Mr. Miracle          |                   |
| 2015 | Still Waters                          | Lapslie              |                   |
| 2015 | Bone in the Throat                    | Sullivan             |                   |
| 2016 | A Midsummer Night's Dream             | Duke Theseus         |                   |
| 2016 | Another Mother's Son                  | TBA                  | Filming           |

| Ano       | Título                                          | Personagem                | Notas          |
| --------- | ----------------------------------------------- | ------------------------- | -------------- |
| 1988      | Bookie                                          | Johnny Dawson             | 3 episodes     |
| 1988      | Screen Two                                      | ?                         | 1 episode      |
| 1990      | Taggart                                         | Danny Bonnar              | 1 episode      |
| 1990      | Boon                                            | Willie Connolly           | 1 episode      |
| 1991      | Shrinks                                         | Hamish                    | 1 episode      |
| 1992      | The Bill                                        | Derek Pierce              | 1 episode      |
| 1992      | Between the Lines                               | D.C. Mellis               | 1 episode      |
| 1993      | Paul Calf's Video Diary                         | Mark                      | TV Short       |
| 1994      | Capital Lives                                   | John Robinson             | 1 episode      |
| 1995      | Out of the Blue                                 | D.S Frankie Drinkall      | 6 episodes     |
| 1995–1998 | McCallum                                        | Dr. Iain McCallum         | 8 episodes     |
| 2000–2001 | Rebus                                           | D.I. John Rebus           | 4 episodes     |
| 2001      | Alias                                           | Martin Shepard            | 2 episodes     |
| 2002      | MDs                                             | Dr. Robert Dalgety        | 10 episodes    |
| 2003      | Frasier                                         | Avery McManus             | 1 episode      |
| 2003      | Carnivàle                                       | Strangler                 | 2 episodes     |
| 2004      | Agatha Christie's Marple 4.50 from Paddington   | Inspector John Campbell   | single drama   |
| 2005      | Sea of Souls                                    | John Wade                 | 2 episodes     |
| 2006–2007 | New Street Law                                  | Jack Roper                | 14 episodes    |
| 2007      | Sinking of the Lusitania: Terror at Sea         | Prof. Ian Holbourn        | TV Documentary |
| 2008      | Agatha Christie's Poirot Appointment with Death | Dr. Gerard                | 1 episode      |
| 2010      | Spartacus: Blood and Sand                       | Quintus Lentulus Batiatus | 13 episodes    |
| 2011      | Kidnap and Ransom                               | Alexander Willard         | 2 episodes     |
| 2011      | Spartacus: Gods of the Arena                    | Quintus Lentulus Batiatus | 6 episodes     |
| 2012      | The Other Wife                                  | Richard Kendall           | 1 episode      |
| 2012      | Damages                                         | Rutger Simon              | 10 episodes    |
| 2012–2014 | A Touch of Cloth                                | D.I. Jack Cloth           | 6 episodes     |
| 2013–2015 | Atlantis                                        | Tychon (Jason's Father)   | 3 episodes     |
| 2013      | Elementary                                      | Rhys                      | 1 episode      |
| 2014      | The Widower                                     | DS Charlie Henry          | 2 episodes     |
| 2015      | Marley's Ghosts                                 | Adam                      | 3 episodes     |
| 2016–     | Agents of S.H.I.E.L.D.                          | Holden Radcliffe          | 5 episodes     |

| Year | Title                                 | Role              |
| ---- | ------------------------------------- | ----------------- |
| 2008 | The Mummy: Tomb of the Dragon Emperor | Jonathan Carnahan |